# 10266 Vladishukhov
10266 Vladishukhov este un asteroid din centura principală de asteroizi.

## Descriere
10266 Vladishukhov este un asteroid din centura principală de asteroizi. A fost descoperit pe 26 septembrie 1978 la Observatorul de Astrofizică din Crimeea de Liudmila Juravliova. Asteroidul prezintă o orbită caracterizată de o semiaxă mare de 2,79 ua, o excentricitate de 0,24 și o înclinație de 7,3° în raport cu ecliptica.